# Psicologia delle masse
La  psicologia delle masse è quella branca della psicologia che studia l'influsso dei fenomeni collettivi sul comportamento individuale.

## Contesto storico: allargamento della base politica
La Rivoluzione francese e i Moti del '48 hanno scosso la società europea rivelandosi come simboliche tappe di un lungo processo di rielaborazione della distribuzione del potere.
I moti della prima metà dell'800 ridefiniscono gli equilibri sociali, preparano il terreno per le successive agitazioni, e lasciano la società in preda agli squilibri. La borghesia elabora le teorie sui diritti naturali degli individui per giustificare la lotta con gli antichi regimi, ma una parte sempre più consistente delle popolazioni, che si andava versando dalle campagne alle città, se ne appropria generando un moto rivoluzionario che si estende per tutto l'800 e oltre: nascita della Prima Internazionale (1864-1876), movimenti popolari, grandi scioperi, crescita dei sindacati e inserimento dei partiti socialisti nel mondo politico.
Nelle società occidentali tra il 1880 e il 1920, la proporzione degli individui aventi diritto al voto approssimativamente triplicò. In Gran Bretagna e negli Stati Uniti il suffragio si estese dal 10-15% al 40-50% della popolazione. Il risultato era che "sempre più persone stavano iniziando a pensare alla politica"
Di fronte agli esplosivi ideali democratici, la richiesta di partecipazione politica e la crescita dei tumulti per l'affermazione dei 'diritti del lavoro', per la classe dirigente l'uso della forza indiscriminata non era più sostenibile (come già dimostrato ampiamente dai disastrosi risultati del “pugno duro” di Luigi XVI durante le prime fasi della rivoluzione francese).
Per le nuove classi dirigenti, le strategie della legge sociale andavano rielaborate ed adattate alla nuova realtà.
(Terence H. Qualter, Opinion Control in the Democracies, (1985))

## Fine XIX secolo: nascita della Psicologia delle folle (o delle masse)
I primi studi di psicologia delle folle sono una conseguenza degli sviluppi a cui andarono incontro le società dell'Occidente nel corso del XIX secolo, e non è un caso che vengano dalla Francia: sia lo psicologo sociale Gustave Le Bon, sia l'amico e collega Gabriel Tarde, appartenevano a quella generazione di borghesia illuminata e stanca di lotte che aveva assistito alla Comune di Parigi (1870) e alla crescita politica del socialismo.
Gustave Le Bon, saggista e positivista francese, con "La Folla: Studio della mentalità popolare" (1895), pone le fondamenta della Psicologia delle masse. Il libro ebbe un vasto successo, tradotto in inglese l'anno dopo, ristampato più volte nei decenni successivi, divenne una sorta di manuale utilizzato per gli studi di psicologia sociale.
Nel libro si spiega come "l'opinione delle masse", dopo essere stata soppressa con successo per quasi tutta la storia dell'umanità, sia ormai diventata incontenibile.
[...] È solo studiando la psicologia della folla che si può comprendere che le azioni della legge e delle istituzioni su di loro sono insignificanti, che loro [i popolani] sono incapaci di sostenere un'opinione qualunque se non quelle che gli vengono imposte, e che non è con le leggi basate sulle teorie della pura eguaglianza che essi vanno guidati, bensì con lo studio di ciò che li impressiona e li seduce.»
(G. Le Bon, 1895)
Finora gli effetti caotici dell'irrazionalità dell'uomo erano stati contenuti dalla rigida gerarchia sociale e dalla guida dei pochi intelligenti. Ma i tempi stavano portando le masse in politica e vedevano il declino delle gerarchie religiose e sociali..
Nel 1887 il sociologo tedesco Ferdinand Tönnies in Gemeinschaft und Gesellschaft (Comunità e Società), descrivendo la rivoluzione in corso d'opera della società e del mondo delle comunicazioni, aveva indicato nella stampa uno straordinario strumento per la manifattura dell'opinione pubblica, un canale attraverso il quale un gruppo particolare avrebbe potuto “presentare la propria volontà come la razionale volontà generale” .
.
Gabriel Tarde, famoso sociologo e criminologo francese, professore di filosofia moderna al Collège de France, nel 1901 contraddisse l'amico Le Bon là dove questi considerava preponderante la voce delle masse: la folla era infatti per Tarde "il gruppo sociale del passato". Era il pubblico, il "gruppo sociale del futuro".
Il pubblico moderno era un'entità un po' diversa dalla massa: più ristretta, economicamente superiore, lontano dalla piazza, dalle conversazioni faccia-a-faccia e dal dibattito politico diretto. Si trattava essenzialmente di "una collettività spirituale, una dispersione di individui fisicamente separati la cui coesione è interamente mentale".
Gli studi di Le Bon e Tarde arrivarono subito negli Stati Uniti, il cui ordine sociale era travagliato quanto quello europeo. Uno dei primi e maggiori sostenitori di Gustave Le Bon in America fu proprio il presidente Theodore Roosevelt: nel corso della sua presidenza (1901-1908) "teneva gli scritti del francese sempre a portata di mano", e fu dopo numerose insistenze del presidente che alla fine i due si incontrarono nel 1914.

## Gli sviluppi della psicologia delle masse ai primi del '900
(Gabriel Tarde, 1901)
Robert Ezra Park,uno dei maggiori sociologi degli Stati Uniti, nel 1904 scrisse "La folla e il pubblico". Park portava Le Bon in America e, dopo aver affrontato il tema dello sviluppo dei media, notò come l'opinione pubblica stesse diventando sempre meno distinguibile dalla mente delle masse:
"la cosiddetta opinione pubblica è generalmente niente più che un semplice impulso collettivo che può essere manipolato dagli slogan. ... Il giornalismo moderno, che dovrebbe istruire e dirigere l'opinione pubblica riportando e discutendo gli eventi, solitamente si sta rivelando come un semplice meccanismo per controllare l'attenzione della collettività. L'opinione che si viene a formare in questa maniera, ha una forma logicamente simile al giudizio derivato da una percezione irriflessiva: l'opinione si forma direttamente e simultaneamente alla ricezione dell'informazione”
Nel 1908 nasce ufficialmente la Psicologia sociale: gli autori sono lo statunitense Edward A. Ross e il britannico William McDougall (in quell'anno pubblicarono due libri con lo stesso titolo, "Social Psychology"). Nel libro di Ross si rende noto come i nuovi media abbiano la facoltà, senza precedenti nella storia dell'uomo, di "annichilire lo spazio", e di rendere possibile l'uniformità della moderna opinione pubblica:
"La presenza non è essenziale per la suggestione della massa. Il contatto mentale non è più vincolato dalla prossimità fisica... I nostri espedienti annullano lo spazio, rendono uno shock quasi simultaneo. Un vasto pubblico condivide la stessa rabbia, allarmi, entusiasmi e orrori. Quindi, quando una parte della massa viene a conoscenza dei sentimenti della restante parte, le sensazioni si generalizzano e si intensificano."
Nello stesso anno Graham Wallas, prestigioso docente di Harvard ed insegnante, tra gli altri, del giovane Walter Lippman, pubblicò "Human Nature in Politics":
"Chiunque cerchi di basare il suo pensiero politico su di un riesame del funzionamento della natura umana, deve iniziare col tentare di superare la tendenza alla sopravvalutazione delle facoltà intellettive della razza umana [...]
Possiamo assumere che ogni azione umana è il risultato di un processo intellettuale, attraverso il quale l'uomo prima pensa ad un fine desiderato e dopo calcola gli strumenti attraverso i quali quell'obbiettivo può essere raggiunto. [...]
L'empirica arte della politica consiste largamente nella creazione di opinioni, nel deliberato sfruttamento delle inferenze subconsce e non-razionali"